# Renaucourt
Renaucourt é uma comuna francesa na região administrativa de Borgonha-Franco-Condado, no departamento de Alto Sona. Estende-se por uma área de 6,14 km². Em 2010 a comuna tinha 109 habitantes (densidade: 17,8 hab./km²).